# Honduras op het wereldkampioenschap voetbal 2014
Honduras was een van de deelnemende landen aan het wereldkampioenschap voetbal 2014 in Brazilië. Het was de derde deelname voor het land. Honduras overleefde de groepsfase niet. Het verloor in de groep met Frankrijk, Ecuador en Zwitserland drie keer op rij.

## Kwalificatie
Honduras mocht als derde hoogst genoteerde CONCACAF land op de FIFA-ranglijst van maart 2011 instromen in de derde ronde in de CONCACAF kwalificatie. Honduras werd in deze derde ronde ingedeeld in Groep C samen met Canada, Cuba en Panama.
De eerste wedstrijd van Honduras in deze groep was op 9 juni 2012 thuis tegen Panama. Blas Pérez zorgde ervoor dat Panama met 2-0 wist te winnen. Honduras wist pas de derde wedstrijd tegen Cuba, nadat de tweede wedstrijd in een 0-0 was geëindigd tegen Canada, te winnen. Jerry Bengtson, Víctor Bernárdez en Marvin Chavez waren ieder trefzeker en zorgde ervoor dat Honduras met 3-0 te sterk was voor Cuba. Vijf dagen later, op 12 september 2012, trof Honduras opnieuw Cuba ditmaal in een thuiswedstrijd. Honduras won deze wedstrijd met een minimaal verschil door een doelpunt van opnieuw Jerry Bengtson. Na het 0-0-gelijkspel tegen Panama op de voorlaatste speeldag bezette Honduras de derde plaats in de Groep achter Panama en Canada waardoor het genoodzaakt was de laatste wedstrijd te winnen om nog door te gaan. In de laatste wedstrijd, thuis tegen Canada, wist Honduras met 8-1 te winnen. Door deze 8-1 overwinning ging Honduras (door een beter doelsaldo) als groepswinnaar door naar de vierde ronde.
In de vierde ronde speelden de groepswinnaars en de nummers 2 uit de derde ronde in een groep. Honduras eindigde in deze groep met 4 overwinningen, 3 gelijke spelen en 3 nederlagen als nummer drie wat betekende dat zij zich hebben gekwalificeerd voor het WK.

### Derde ronde

#### Wedstrijden
|                   |          |         |                | |
| 9 juni 2012 03:30 | Honduras | 0 − 2   | Panama         | Estadio Olímpico Metropolitano, San Pedro Sula Toeschouwers: 28.215 Scheidsrechter: Roberto Garcia |
| 9 juni 2012 03:30 |          | verslag | 65', 80' Perez | Estadio Olímpico Metropolitano, San Pedro Sula Toeschouwers: 28.215 Scheidsrechter: Roberto Garcia |

|                    |         |       |          |                                                                           |
| 13 juni 2012 01:45 | Canada  | 0 − 0 | Honduras | BMO Field, Toronto Toeschouwers: 16.132 Scheidsrechter: Enrico Wijngaarde |
| 13 juni 2012 01:45 | verslag |       |          | BMO Field, Toronto Toeschouwers: 16.132 Scheidsrechter: Enrico Wijngaarde |

|                        |      |         |                                                |                                                                                  |
| 7 september 2012 21:00 | Cuba | 0 − 3   | Honduras                                       | Estadio Pedro Marrero, Havana Toeschouwers: 8.000 Scheidsrechter: Walter Quesada |
| 7 september 2012 21:00 |      | verslag | 31' Bengtson 63' Bernárdez 90+2' Marvin Chavez | Estadio Pedro Marrero, Havana Toeschouwers: 8.000 Scheidsrechter: Walter Quesada |

|                         |              |         |      |                                                                                                  |
| 12 september 2012 03:30 | Honduras     | 1 − 0   | Cuba | Estadio Olímpico Metropolitano, San Pedro Sula Toeschouwers: 12.000 Scheidsrechter: Walter Lopez |
| 12 september 2012 03:30 | Bengtson 32' | verslag |      | Estadio Olímpico Metropolitano, San Pedro Sula Toeschouwers: 12.000 Scheidsrechter: Walter Lopez |

|                       |         |       |          |                                                                                         |
| 12 oktober 2012 04:05 | Panama  | 0 − 0 | Honduras | Estadio Rommel Fernández, Panama-Stad Toeschouwers: 27.000 Scheidsrechter: Joel Aguilar |
| 12 oktober 2012 04:05 | verslag |       |          | Estadio Rommel Fernández, Panama-Stad Toeschouwers: 27.000 Scheidsrechter: Joel Aguilar |

|                       |                                                              |         |          | |
| 16 oktober 2012 22:00 | Honduras                                                     | 8 − 1   | Canada   | Estadio Olímpico Metropolitano, San Pedro Sula Toeschouwers: 38.000 Scheidsrechter: Mauricio Morales |
| 16 oktober 2012 22:00 | Bengtson 7', 17', 83' Costly 29', 49', 88' Martínez 33', 61' | verslag | 77' Hume | Estadio Olímpico Metropolitano, San Pedro Sula Toeschouwers: 38.000 Scheidsrechter: Mauricio Morales |

#### Eindstand groep C
| Nr. | Land     | GW | W | G | V | DV | DT | DS | Ptn |
| --- | -------- | -- | - | - | - | -- | -- | -- | --- |
| 1   | Honduras | 6  | 3 | 2 | 1 | 12 | 3  | +9 | 11  |
| 2   | Panama   | 6  | 3 | 2 | 1 | 6  | 2  | +4 | 11  |
| 3   | Canada   | 6  | 3 | 1 | 2 | 6  | 10 | −4 | 10  |
| 4   | Cuba     | 6  | 0 | 1 | 5 | 1  | 10 | −9 | 1   |

### Vierde ronde

#### Wedstrijden
|                       |                         |         |                  | |
| 6 februari 2013 22:00 | Honduras                | 2 – 1   | Verenigde Staten | Estadio Olímpico Metropolitano, San Pedro Sula Toeschouwers: 32.000 Scheidsrechter: Wálter Quesada |
| 6 februari 2013 22:00 | García 40' Bengtson 79' | verslag | 36' Dempsey      | Estadio Olímpico Metropolitano, San Pedro Sula Toeschouwers: 32.000 Scheidsrechter: Wálter Quesada |

|                     |                         |         |                    | |
| 22 maart 2013 22:05 | Honduras                | 2 – 2   | Mexico             | Estadio Olímpico Metropolitano, San Pedro Sula Toeschouwers: 38.500 Scheidsrechter: Courtney Campbell |
| 22 maart 2013 22:05 | Costly 77' Bengtson 80' | verslag | 28', 54' Hernandez | Estadio Olímpico Metropolitano, San Pedro Sula Toeschouwers: 38.500 Scheidsrechter: Courtney Campbell |

|                     |                     |         |          |                                                                                         |
| 26 maart 2013 21:00 | Panama              | 2 – 0   | Honduras | Estadio Rommel Fernández, Panama-Stad Toeschouwers: 18.253 Scheidsrechter: Jair Marrufo |
| 26 maart 2013 21:00 | Tejada 2' Perez 75' | verslag |          | Estadio Rommel Fernández, Panama-Stad Toeschouwers: 18.253 Scheidsrechter: Jair Marrufo |

|                   |            |       |          |                                                                                            |
| 7 juni 2013 20:10 | Costa Rica | 1 – 0 | Honduras | Estadio Nacional de Costa Rica, San José Toeschouwers: 35.000 Scheidsrechter: Walter López |
| 7 juni 2013 20:10 | Miller 25' |       |          | Estadio Nacional de Costa Rica, San José Toeschouwers: 35.000 Scheidsrechter: Walter López |

|                    |                         |       |         |                                                                                                  |
| 11 juni 2013 19:00 | Honduras                | 2 – 0 | Jamaica | Estadio Tiburcio Carias Andino, Tegucigalpa Toeschouwers: 29.000 Scheidsrechter: Marco Rodríguez |
| 11 juni 2013 19:00 | Garcia 10' Espinoza 88' |       |         | Estadio Tiburcio Carias Andino, Tegucigalpa Toeschouwers: 29.000 Scheidsrechter: Marco Rodríguez |

|                    |                  |       |          |                                                                                 |
| 18 juni 2013 19:06 | Verenigde Staten | 1 – 0 | Honduras | Rio Tinto Stadium, Sandy Toeschouwers: 20.250 Scheidsrechter: Enrico Wijngaarde |
| 18 juni 2013 19:06 | Altidore 73'     |       |          | Rio Tinto Stadium, Sandy Toeschouwers: 20.250 Scheidsrechter: Enrico Wijngaarde |

|                        |             |       |                         |                                                                                 |
| 6 september 2013 20:30 | Mexico      | 1 – 2 | Honduras                | Estadio Azteca, Mexico-Stad Toeschouwers: 73.981 Scheidsrechter: Roberto Moreno |
| 6 september 2013 20:30 | Peralta 06' |       | 64' Bengtson 66' Costly | Estadio Azteca, Mexico-Stad Toeschouwers: 73.981 Scheidsrechter: Roberto Moreno |

|                   |                         |       |                 |                                                                                              |
| 10 september 2013 | Honduras                | 2 – 2 | Panama          | Estadio Tiburcio Carias Andino, Tegucigalpa Toeschouwers: 26.582 Scheidsrechter: Mark Geiger |
| 10 september 2013 | Costly 27' Palacios 61' |       | 50', 90' Torres | Estadio Tiburcio Carias Andino, Tegucigalpa Toeschouwers: 26.582 Scheidsrechter: Mark Geiger |

|                       |              |       |            |                                                                                                  |
| 11 oktober 2013 15:00 | Honduras     | 1 – 0 | Costa Rica | Estadio Olímpico Metropolitano, San Pedro Sula Toeschouwers: 38.500 Scheidsrechter: Jair Marrufo |
| 11 oktober 2013 15:00 | Bengtson 64' |       |            | Estadio Olímpico Metropolitano, San Pedro Sula Toeschouwers: 38.500 Scheidsrechter: Jair Marrufo |

|                       |                             |       |                        |                                                                             |
| 15 oktober 2013 20:30 | Jamaica                     | 2 – 2 | Honduras               | Independence Park, Kingston Toeschouwers: 6.000 Scheidsrechter: Mark Geiger |
| 15 oktober 2013 20:30 | Watson 3' Austin 58' (pen.) |       | 1' Costly 33' Figueroa | Independence Park, Kingston Toeschouwers: 6.000 Scheidsrechter: Mark Geiger |

#### Eindstand
| Geplaatst voor de WK-eindronde     |
| Intercontinentale play-off         |
| Uitgeschakeld voor de WK-eindronde |

| Nr. | Land             | GW | W | G | V | DV | DT | DS | Ptn |
| --- | ---------------- | -- | - | - | - | -- | -- | -- | --- |
| 1   | Verenigde Staten | 10 | 7 | 1 | 2 | 15 | 8  | +7 | 22  |
| 2   | Costa Rica       | 10 | 5 | 3 | 2 | 13 | 7  | +6 | 18  |
| 3   | Honduras         | 10 | 4 | 3 | 3 | 13 | 12 | +1 | 15  |
| 4   | Mexico           | 10 | 2 | 5 | 3 | 7  | 9  | −2 | 11  |
| 5   | Panama           | 10 | 1 | 5 | 4 | 10 | 14 | −4 | 8   |
| 6   | Jamaica          | 10 | 0 | 5 | 5 | 5  | 13 | −8 | 5   |

## WK-voorbereiding

### Wedstrijden
|                           |          |         |                      | |
| 30 mei 2014 02:00 (UTC−4) | Honduras | 0 – 2   | Turkije              | Robert F. Kennedy Memorial Stadium, Washington D.C. Toeschouwers: 20.723 Scheidsrechter: Roberto García Orozco |
| 30 mei 2014 02:00 (UTC−4) |          | Verslag | 70' Erdinç 82' Erkin | Robert F. Kennedy Memorial Stadium, Washington D.C. Toeschouwers: 20.723 Scheidsrechter: Roberto García Orozco |

|                           |                         |         |                                                        |                                                                                   |
| 2 juni 2014 03:00 (UTC−4) | Honduras                | 2 – 4   | Israël                                                 | BBVA Compass Stadium, Houston Toeschouwers: 17.000 Scheidsrechter: Kevin Morrison |
| 2 juni 2014 03:00 (UTC−4) | Espinoza 47' Costly 83' | Verslag | 34' Zahavi 53' (e.d.) Figueroa 60' Damari 74' Vermouth | BBVA Compass Stadium, Houston Toeschouwers: 17.000 Scheidsrechter: Kevin Morrison |

|                           |          |       |          |                                                                                |
| 7 juni 2014 22:45 (UTC+1) | Engeland | 0 – 0 | Honduras | Sun Life Stadium, Florida Toeschouwers: 45.379 Scheidsrechter: Ricardo Salazar |
| 7 juni 2014 22:45 (UTC+1) | Verslag  |       |          | Sun Life Stadium, Florida Toeschouwers: 45.379 Scheidsrechter: Ricardo Salazar |

## Het wereldkampioenschap
Op 6 december 2013 werd er geloot voor de groepsfase van het WK in Brazilië. Honduras werd ingedeeld in Groep E en kreeg daardoor Porto Alegre, Curitiba en Manaus als speelsteden voor de groepsfase. Ook Zwitserland, Ecuador en Frankrijk kwamen in Groep E terecht. Op 6 mei 2014 maakte bondscoach Luis Fernando Suárez, als eerste van de deelnemende landen, zijn WK-selectie van 23 man bekend.
De FIFA maakte op 13 mei bekend dat de slogan van het Hondurees elftal, zichtbaar op de spelersbus, "Somos un pueblo, una nación, cinco estrellas de corazón", dat "we zijn een land, een natie, vijf sterren op het hart" betekent. De slogan werd door supporters gekozen.
| Nr.           | Naam                 | GW |   |   |   |   | Club op moment van WK  |
| ------------- | -------------------- | -- | - | - | - | - | ---------------------- |
| Keepers       |                      |    |   |   |   |   |                        |
| 1             | Luis López           | 0  | 0 | 0 | 0 | 0 | Real España            |
| 18            | Noel Valladares      | 3  | 0 | 0 | 0 | 0 | CD Olimpia             |
| 22            | Donis Escober        | 0  | 0 | 0 | 0 | 0 | CD Olimpia             |
| Verdedigers   |                      |    |   |   |   |   |                        |
| 2             | Osman Chávez         | 1  | 0 | 1 | 0 | 0 | Qingdao Jonoon         |
| 3             | Maynor Figueroa      | 3  | 0 | 0 | 0 | 0 | Hull City              |
| 4             | Juan Pablo Montes    | 0  | 0 | 0 | 0 | 0 | CD Motagua             |
| 5             | Víctor Bernárdez     | 3  | 0 | 1 | 0 | 0 | San Jose Earthquakes   |
| 6             | Juan Carlos García   | 2  | 0 | 0 | 0 | 0 | Wigan Athletic         |
| 7             | Emilio Izaguirre     | 2  | 0 | 0 | 0 | 0 | Celtic                 |
| 21            | Brayan Beckeles      | 3  | 0 | 0 | 0 | 0 | CD Olimpia             |
| Middenvelders |                      |    |   |   |   |   |                        |
| 8             | Wilson Palacios      | 2  | 0 | 0 | 1 | 0 | Stoke City             |
| 10            | Mario Martínez       | 1  | 0 | 0 | 0 | 0 | Real España            |
| 12            | Edder Delgado        | 0  | 0 | 0 | 0 | 0 | Real España            |
| 14            | Óscar García         | 3  | 0 | 0 | 0 | 0 | Houston Dynamo         |
| 15            | Roger Espinoza       | 3  | 0 | 0 | 0 | 0 | Wigan Athletic         |
| 17            | Andy Najar           | 2  | 0 | 0 | 0 | 0 | Anderlecht             |
| 19            | Luis Garrido         | 2  | 0 | 1 | 0 | 0 | CD Olimpia             |
| 20            | Jorge Claros         | 3  | 0 | 0 | 0 | 0 | CD Motagua             |
| 23            | Marvin Chávez        | 2  | 0 | 0 | 0 | 0 | Colorado Rapids        |
| Aanvallers    |                      |    |   |   |   |   |                        |
| 9             | Jerry Palacios       | 1  | 0 | 1 | 0 | 0 | Alajuelense            |
| 11            | Jerry Bengtson       | 3  | 0 | 1 | 0 | 0 | New England Revolution |
| 13            | Carlo Costly         | 3  | 1 | 0 | 0 | 0 | Real España            |
| 16            | Rony Martínez        | 0  | 0 | 0 | 0 | 0 | CD Real Sociedad       |
| Bondscoach    |                      |    |   |   |   |   |                        |
|               | Luis Fernando Suárez |    |   |   |   |   |                        |

### Wedstrijden
| Land        | Win | Gel | Ver | DV | DT | +/− | Pnt |
| ----------- | --- | --- | --- | -- | -- | --- | --- |
| Frankrijk   | 2   | 1   | 0   | 8  | 2  | +6  | 7   |
| Zwitserland | 2   | 0   | 1   | 7  | 6  | +1  | 6   |
| Ecuador     | 1   | 1   | 1   | 3  | 3  | 0   | 4   |
| Honduras    | 0   | 0   | 3   | 1  | 8  | −7  | 0   |

#### Groepsfase
|                            |                                               |         |          |                                                                                              |
| 15 juni 2014 16:00 (UTC−3) | Frankrijk                                     | 3 – 0   | Honduras | Estádio Beira-Rio, Porto Alegre Toeschouwers: 43.012 Scheidsrechter: Sandro Ricci (Brazilië) |
| 15 juni 2014 16:00 (UTC−3) | Benzema 45' (pen.), 72' Valladares 48' (e.d.) | Verslag |          | Estádio Beira-Rio, Porto Alegre Toeschouwers: 43.012 Scheidsrechter: Sandro Ricci (Brazilië) |

| Frankrijk | Honduras |

| Frankrijk:       |    |                   |           |
|                  |    |                   |           |
| GK               | 1  | Hugo Lloris       |           |
| RB               | 2  | Mathieu Debuchy   |           |
| CB               | 4  | Raphaël Varane    |           |
| CB               | 5  | Mamadou Sakho     |           |
| LB               | 3  | Patrice Evra      | 7'        |
| CM               | 19 | Paul Pogba        | 28' 57'   |
| DM               | 6  | Yohan Cabaye      | 45+2' 65' |
| CM               | 14 | Blaise Matuidi    |           |
| RW               | 8  | Mathieu Valbuena  | 78'       |
| CF               | 10 | Karim Benzema     |           |
| LW               | 11 | Antoine Griezmann |           |
| Wisselspelers:   |    |                   |           |
| MF               | 18 | Moussa Sissoko    | 57'       |
| MF               | 12 | Rio Mavuba        | 65'       |
| FW               | 9  | Olivier Giroud    | 78'       |
| Coach:           |    |                   |           |
| Didier Deschamps |    |                   |           |

| Honduras:            |    |                  |         |
|                      |    |                  |         |
| GK                   | 18 | Noel Valladares  |         |
| RB                   | 21 | Brayan Beckeles  |         |
| CB                   | 5  | Víctor Bernárdez | 46'     |
| CB                   | 3  | Maynor Figueroa  |         |
| LB                   | 7  | Emilio Izaguirre |         |
| RM                   | 17 | Andy Najar       | 58'     |
| CM                   | 8  | Wilson Palacios  | 28' 43' |
| CM                   | 19 | Luis Garrido     | 83'     |
| LM                   | 15 | Roger Espinoza   |         |
| CF                   | 11 | Jerry Bengtson   | 46'     |
| CF                   | 13 | Carlo Costly     |         |
| Wisselspelers:       |    |                  |         |
| DF                   | 2  | Osman Chávez     | 46' 53' |
| FW                   | 14 | Óscar García     | 46'     |
| MF                   | 20 | Jorge Claros     | 58'     |
| Coach:               |    |                  |         |
| Luis Fernando Suárez |    |                  |         |

|                            |            |         |                      |                                                                     |
| 20 juni 2014 19:00 (UTC−3) | Honduras   | 1 – 2   | Ecuador              | Arena da Baixada, Curitiba Scheidsrechter: Ben Williams (Australië) |
| 20 juni 2014 19:00 (UTC−3) | Costly 31' | Verslag | 34', 65' E. Valencia | Arena da Baixada, Curitiba Scheidsrechter: Ben Williams (Australië) |

| Honduras | Ecuador |

| Honduras:            |    |                    |       |
|                      |    |                    |       |
| GK                   | 18 | Noel Valladares    |       |
| RB                   | 21 | Brayan Beckeles    |       |
| CB                   | 5  | Víctor Bernárdez   | 7'    |
| CB                   | 3  | Maynor Figueroa    |       |
| LB                   | 7  | Emilio Izaguirre   | 46'   |
| RM                   | 14 | Óscar García       | 82'   |
| CM                   | 19 | Luis Garrido       | 71'   |
| CM                   | 20 | Jorge Claros       |       |
| LM                   | 15 | Roger Espinoza     |       |
| CF                   | 11 | Jerry Bengtson     | 45+3' |
| CF                   | 13 | Carlo Costly       |       |
| Wisselspelers:       |    |                    |       |
| DF                   | 6  | Juan Carlos García | 46'   |
| MF                   | 10 | Mario Martínez     | 71'   |
| MF                   | 23 | Marvin Chávez      | 82'   |
| Coach:               |    |                    |       |
| Luis Fernando Suárez |    |                    |       |

| Ecuador:       |    |                     |           |
|                |    |                     |           |
| GK             | 22 | Alexander Domínguez |           |
| RB             | 4  | Juan Carlos Paredes |           |
| CB             | 2  | Jorge Guagua        |           |
| CB             | 3  | Frickson Erazo      |           |
| LB             | 10 | Walter Ayoví        |           |
| RM             | 16 | Antonio Valencia    | 57'       |
| CM             | 14 | Oswaldo Minda       | 83'       |
| CM             | 6  | Christian Noboa     |           |
| LM             | 7  | Jefferson Montero   | 80' 90+2' |
| CF             | 13 | Enner Valencia      | 72'       |
| CF             | 11 | Felipe Caicedo      | 82'       |
| Wisselspelers: |    |                     |           |
| MF             | 8  | Edison Méndez       | 82'       |
| MF             | 23 | Carlos Gruezo       | 83'       |
| DF             | 21 | Gabriel Achilier    | 90+2'     |
| Coach:         |    |                     |           |
| Reinaldo Rueda |    |                     |           |

|                            |          |         |                      |                                                                   |
| 25 juni 2014 16:00 (UTC−4) | Honduras | 0 – 3   | Zwitserland          | Arena Amazônia, Manaus Scheidsrechter: Néstor Pitana (Argentinië) |
| 25 juni 2014 16:00 (UTC−4) |          | Verslag | 6', 31', 71' Shaqiri | Arena Amazônia, Manaus Scheidsrechter: Néstor Pitana (Argentinië) |

| Honduras | Zwitserland |

| Honduras:            |    |                    |         |
|                      |    |                    |         |
| GK                   | 18 | Noel Valladares    |         |
| RB                   | 21 | Brayan Beckeles    |         |
| CB                   | 5  | Víctor Bernárdez   |         |
| CB                   | 3  | Maynor Figueroa    |         |
| LB                   | 6  | Juan Carlos García |         |
| RM                   | 14 | Óscar García       | 77'     |
| CM                   | 20 | Jorge Claros       |         |
| CM                   | 8  | Wilson Palacios    |         |
| LM                   | 15 | Roger Espinoza     | 46'     |
| CF                   | 11 | Jerry Bengtson     |         |
| CF                   | 13 | Carlo Costly       | 46'     |
| Wisselspelers:       |    |                    |         |
| FW                   | 9  | Jerry Palacios     | 46' 66' |
| MF                   | 23 | Marvin Chávez      | 46'     |
| MF                   | 17 | Andy Najar         | 77'     |
| Coach:               |    |                    |         |
| Luis Fernando Suárez |    |                    |         |

| Zwitserland:    |    |                      |     |
|                 |    |                      |     |
| GK              | 1  | Diego Benaglio       |     |
| RB              | 2  | Stephan Lichtsteiner |     |
| CB              | 20 | Johan Djourou        |     |
| CB              | 22 | Fabian Schär         |     |
| LB              | 13 | Ricardo Rodríguez    |     |
| CM              | 11 | Valon Behrami        |     |
| CM              | 8  | Gokhan Inler         |     |
| AM              | 10 | Granit Xhaka         | 77' |
| RW              | 23 | Xherdan Shaqiri      | 87' |
| CF              | 19 | Josip Drmić          | 73' |
| LW              | 18 | Admir Mehmedi        |     |
| Wisselspelers:  |    |                      |     |
| FW              | 9  | Haris Seferović      | 73' |
| DF              | 6  | Michael Lang         | 77' |
| MF              | 15 | Blerim Džemaili      | 87' |
| Coach:          |    |                      |     |
| Ottmar Hitzfeld |    |                      |     |

Hondurese voetbalbond · A-internationals · Selecties · Bondscoaches · Hondurees vrouwenelftal · Olympisch elftal · Honduras U21 · Honduras U19 · Honduras U17
1920 – 1959 ·
1960 – 1969 ·
1970 – 1979 ·
1980 – 1989 ·
1990 – 1999 ·
2000 – 2009 ·
2010 – 2019 ·
2020 − 2029
CGC 2021
CA 2001
WK 1982 · 
WK 2010 · 
WK 2014
OS 2000 · 
OS 2008 · 
OS 2012 ·
OS 2016 ·
OS 2020
1921 · 
1922–1929 · 
1930 · 
1931–1934 · 
1935 · 
1936–1945 · 
1946 · 
1947–1949 · 
1950 · 
1951–1952 · 
1953 · 
1954 · 
1955 · 
1956 · 
1957 · 
1958–1959 · 
1960 · 
1961 · 
1962 · 
1963 · 
1964 · 
1965 · 
1966 · 
1967 · 
1968 · 
1969 · 
1970 · 
1971 · 
1972 · 
1973 · 
1974 · 
1975 · 
1976 · 
1977 · 
1978 · 
1979 · 
1980 · 
1981 · 
1982 · 
1983 · 
1984 · 
1985 · 
1986 · 
1987 · 
1988 · 
1989–1990 · 
1991 · 
1992 · 
1993 · 
1994 · 
1995 · 
1996 · 
1997 · 
1998 · 
1999 · 
2000 · 
2001 · 
2002 · 
2003 · 
2004 · 
2005 · 
2006 · 
2007 · 
2008 · 
2009 · 
2010 · 
2011 · 
2012 · 
2013 · 
2014 · 
2015 · 
2016 ·
2017 ·
2018 ·
2019 ·
2020 ·
2021 ·
2022 ·
2023 ·
2024
Argentinië ·
Australië ·
Azerbeidzjan ·
Belize ·
Bermuda ·
Bolivia ·
Brazilië ·
Canada ·
Chili ·
China ·
Colombia ·
Costa Rica ·
Cuba ·
Curaçao ·
Denemarken ·
Ecuador ·
El Salvador ·
Engeland ·
Finland ·
Frankrijk ·
Grenada ·
Griekenland ·
Guatemala ·
Haïti ·
IJsland ·
Israël ·
Jamaica ·
Japan ·
Joegoslavië ·
Letland · 
Mexico ·
Nederlandse Antillen ·
Nicaragua ·
Nieuw-Zeeland ·
Noord-Ierland · 
Noorwegen ·
Panama ·
Paraguay ·
Peru ·
Puerto Rico ·
Qatar ·
Roemenië ·
Saint Vincent en de Grenadines ·
Saoedi-Arabië ·
Servië ·
Slovenië ·
Spanje ·
Suriname ·
Trinidad en Tobago ·
Turkije ·
Uruguay ·
Venezuela ·
Verenigde Arabische Emiraten ·
Verenigde Staten ·
Wit-Rusland ·
Zambia ·
Zuid-Afrika ·
Zuid-Korea ·
Zwitserland
Chili (2010) ·
Ecuador (2014) ·
Frankrijk (2014) ·
Spanje (2010) ·
Zwitserland (2010) · 
Zwitserland (2014)